# Sunnee
Sunnee，本名科瓦林·文萨塔（羅馬化：Kewalin Boonsattha；1996年9月28日—），漢名楊芸晴，泰籍華裔女歌手、演員。為前台灣女子組合A'N'D的主唱、領舞。2018年參加騰訊選秀節目《創造101》，成為限定組合火箭少女101的一員，於2020年6月23日合約到期後解散。2020年6月24日，Sunnee簽約環球音樂，並宣布以個人身份發展。同年9月28日，發行首張個人專輯《天氣：晴》。2021年9月24日發行第二張個人專輯《秘ME》。

## 經歷

### 早年經歷：2011年－2014年
- 2011年9月，參加第五屆《全球閩南語歌曲創作演唱大賽》，獲得「泰國曼谷賽區亞軍」[3]。後於2012年之全球總決賽中獲得第五名。[4]隨後前往臺灣，就讀於新北市私立莊敬高級工業家事職業學校。在可米國際影視至該校選秀時，被經紀人選中成為該公司旗下藝人。高職畢業後，就讀景文科技大學旅遊管理學系。[5]

- 2014年3月，在《麻辣教師GTO台灣篇》中客串學生的角色。同年6月，在台灣八大綜合台偶像劇《終極X宿舍》中客串出演練舞少女。

### A'N'D時期：2014年－2018年
- 2014年11月19日，正式出道為女團A'N'D的一員，隨組合發行首支單曲《Angel and Devil》。同年，隨組合A'N'D發行單曲《我好寂寞》。

- 在公司安排下，Sunnee此時期活動多以戲劇演出為主。2014年11月22日，演出偶像劇《終極惡女》，在劇中飾演叮噹一角 。2015年8月10日，演出網路劇《校花的貼身高手》，在劇中飾演神秘高冷但生命時日無多的校花馮笑笑。[6]2018年1月22日，參演偶像劇《終極一班5》，飾演藍斯洛的妹妹藍斯春一角。[7]在此期間，Sunnee於2016年11月3日，參加網路綜藝節目《明星的誕生》，並演唱節目主題曲《push me》。

- 2018年4月21日，參加騰訊視頻出品的選秀節目《創造101》。[8]在節目訪談中，Sunnee提及因2014年參加韓團EXO台北演唱會時被選為幸運觀眾上台，在台上看到粉絲為偶像尖叫的畫面，因而堅定了自己的夢想和目標，希望能擁有一場屬於自己的演唱會。[9]後Sunnee於6月23日進入該節目之總決賽，並以第8名的成績正式成團，成為限定團體火箭少女101的一員，暫時停止A'N'D的相關活動。[10]

### 火箭少女101時期：2018年－2020年

#### 團體活動
- 在團體火箭少女101兩年期間，隨團體發行單曲、專輯、召開演唱會及參加晚會、綜藝節目等。團體歌曲部分，2018年發行單曲《Rocket Girls》及團體首張迷你專輯《撞》；2019年發行單曲《橫衝直撞下一站》、《榮譽星球》、《一點點光》及團體迷你專輯《立風》；2020年發行單曲《要嗨森》、《On Fire》及團體最後一張專輯《遇見·再見》。演唱會部分，分別於2019年1月12日、2月23日及3月30日，與團體火箭少女101在上海梅賽德斯奔馳文化中心、北京凱迪拉克中心及中國廣東省廣州市寶能國際體育演藝中心舉辦演唱會。[11]

#### 個人活動
- 2018年9月20日，發行電影《悲傷逆流成河》推廣曲《不哭》。[12]該首歌曲後於2019年1月6日獲得QQ音樂巔峰人氣榜2018年度榜單第6名；同年7月4日，榮獲浙江衛視OPPO Reno華語原創24首推薦金曲之一。[13]
- 2018年12月20日，發行個人同名單曲《Sunny》。此單曲是因Sunnee於火箭少女101團體專輯《撞》之單人購買通道獲得第1名，銷量約為人民幣6,090,000元（專輯《撞》團體總銷售額約為人民幣15,000,000元），因而獲得發行個人單曲福利。該單曲於上線4分鐘QQ音樂人氣值超過1000萬，登頂日榜周榜雙榜首，空降年榜第5、總榜第10，獲得QQ音樂巔峰榜人氣榜尖叫鑽石單曲認證。2019年1月3日，獲得QQ音樂巔峰人氣榜2018年度榜單第3名；同年1月7日，單曲《Sunny》獲得QQ音樂巔峰人氣榜巔峰鑽石單曲認證，成為2019年首支巔峰鑽石認證單曲；同年10月31日，榮獲2019亞洲新歌榜年度金曲。[14]
- 2019年7月5日，參與網易雲音樂《青春重置計劃》，發行重新詮釋之單曲《忘記擁抱》，於上線14天在星雲人氣榜拿下首支應援人氣破千萬單曲。
- 2019年8月9日，於火箭少女101第二張團體專輯《立風》中收錄Sunnee本人作詞之個人單曲《那個我》。該單曲為該專輯中成員個人單曲銷售數量第1名，銷售額約為人民幣6,020,000元（專輯《立風》團體總銷售額約為人民幣15,000,000元），獲得單人歌曲助燃通道TOP1發行個人EP之福利。後於同年12月23日，發行個人首張EP《擎歌》。該EP內含《擎歌》和 《Look at Yourself》兩首歌。其中《Look at Yourself》由Sunnee本人作詞。

- 在個人音樂類獎項部分，2019年7月，獲得2019年全球華人歌曲排行榜「全媒體推薦年度新人」提名。2020年1月11日，榮獲流行金曲排行榜-2019新聲力量集結號「最流行·新聲力量人氣女歌手」。

- 除音樂作品外，戲劇上，Sunnee於2018年11月26日特別主演網路劇《小哥哥有妖氣》；主持上，於2019年2月1日擔任綜藝即刻電音第10期決賽之特邀主持嘉賓。

- 2020年6月23日，火箭少女101舉行《「遇見·再見」火箭少女101告別典禮》，Sunnee於solo表演中首度演唱個人歌曲《擎歌》。[15] 限定團體火箭少女101於當日因合約到期正式解散，Sunnee開始以個人身分活動，並成立個人工作室。[16][17]

### 個人活動時期：2020年－至今

#### 2020年
- 2020年6月24日，Sunnee簽約環球音樂，以個人歌手身份活動。[18]於6月26日發行簽約環球音樂後首支單曲《陽光的陪伴》[19]；8月7日發行第二支單曲《夏日Party》；9月4日發行與黃子韜合唱單曲《像孩子一樣長大》。此三首單曲後收錄於Sunnee首張個人專輯《天氣：晴》。

- 2020年9月19日，Sunnee首張個人專輯《天氣：晴》開啟預售。預售當日，在QQ音樂數字專輯預售銷量突破2,500,000首，即500萬人民幣，獲得【鑽石唱片】等級認證，空降QQ音樂巔峰暢銷榜日榜&周榜雙榜第1，成為QQ音樂2020年最快突破三金、白金、雙白金、三白金、鑽石唱片等級認證的女歌手。9月21日，發布該專輯《天氣：晴》之Highlight medley。9月28日，Sunnee首張個人專輯《天氣：晴》正式數位上線，並於同日在廣州廣州塔舉辦 《天氣：晴》生日會暨新專輯發布會。該專輯於同年10月6日，在QQ音樂數字專輯銷量突破5,000,000首，即1000萬人民幣，獲得【雙鑽石唱片】等級認證，成為QQ音樂2020年最快突破三金、白金、雙白金、三白金、鑽石、雙鑽石唱片等級認證女歌手，亦為95後首位專輯破千萬銷量的女歌手。12月28日，舉辦TME live專輯《天氣：晴》線上首唱會。[20]

- 在影視單曲部分，2020年9月27日，為電視劇《半是蜜糖半是傷》演唱之片尾曲主題曲《Things I Do For Love》上線。10月27日，為電視劇《我憑本事單身》演唱之片尾曲主題曲《Belong to you》上線。

#### 2021年
- 2021年3月12日，正式官宣首次個人巡演「太陽星聚會2021巡迴演唱會」啟動。首場於4月3日在北京舉辦，其後至同年6月20日共於中國5個城市召開9場巡迴演唱會，包含北京，杭州，廣州，上海及成都。

- 2021年4月15日，《天氣：晴》實體專輯在京東網店預售，首日預售銷售達成人民幣100萬+，並因此獲評「2021開年京東實體預售銷量第一女歌手」。[21]

- 2021年4月24日，受邀參加泰國駐華大使館舉辦之泰國風情節，並擔任本次泰國風情節代言人。

- 2021年9月24日，發行第二張個人專輯《秘ME》，上線當日付費下載銷售總額破百萬人民幣（線上收聽為免費）。發行前先行以單曲形式發行3首歌曲，分別為7月16日發行《癮》、8月27日發行《你不適合兩個人》、9月15日發行與劉逸雲合作之《Oops! (I’m comin' thru)》。其中《癮》獲得台灣Itunes總榜及國語榜第1名，並於12月25日獲得咪咕匯第十五屆音樂盛典年度十大金曲；《Oops（I'm comin' thru）》於11月30日獲得亞洲流行音樂大獎2021提名「最佳合作單曲獎」。[22]

- 在單曲部分，2021年1月21日發行電影《指揮家》（The Conductor）推廣曲《乘風破浪》。於3月5日，參與浙江衛視音樂綜藝《天賜的聲音》第二季，與胡海泉 、乃萬合唱《說得到做得到》，獲得該場推薦金曲，後於4月16日發行錄音室版本。3月15日，專輯《天氣：晴》中的曲目《不落的音符》推出與電音組合BEAUZ合作之Remix版本。4月1日，與泰國女團VYRA合作之單曲《TaTonYon...Hurry Up!》正式上線。6月10日，專輯《天氣：晴》曲目《陽光的陪伴》泰語版上線。11月20日，參與網易雲音樂女性合輯特別企劃第二季之合作單曲《我的樣子》上線，並收錄於合輯《親愛的我》之中。12月30日，發行由周依然、施柏宇主演之電影《好想去你的世界愛你》同名片尾曲主題曲《好想去你的世界愛你》。

- 在個人音樂類獎項部分，2021年12月18日，專輯《天氣：晴》獲得由南方都市報主辦之第二十一屆南方音樂盛典提名「最佳女新人」。[23]12月25日，獲得第十五屆音樂盛典咪咕匯頒發年度最佳突破歌手。[24]12月30日，以專輯《天氣：晴》獲得第十三屆華語金曲獎頒發年度最佳國語女新人。[25]

#### 2022年
- 2022年1月10日，專輯《天氣：晴》獲得華語音樂行業標竿級行業協會獎第五屆唱工委音樂盛典CMA2021提名「年度新人」。
- 2022年4月26日，專輯《秘ME》發行實體專輯，於京東網店啟售。
- 2022年6月21日，正式官宣2022年個人巡迴演唱會「惢」啟動，首輪演出城市包含長沙、武漢、廣州、南京及西安。後續又再宣布新增場次，新增演出城市包含杭州、成都及天津。後杭州場、成都場及天津場分別因場館及疫情之不可抗力因素取消。因疫情防控因素，於12月3日公告取消原改訂於12月11日之杭州場及延期之西安場。
- 2022年12月23日，發行第三張個人專輯《計劃外驚喜》。於QQ音樂獲得上線當日暢銷專輯及第52周暢銷專輯；於台灣Itunes進入專輯暢銷榜，並獲得流行樂專輯排行榜第1名及國語流行樂專輯排行榜第1名。

- 在單曲部分，2022年6月4日，發行由劉亦菲、陳曉主演之古裝劇《夢華錄》插曲《今夕是何年》。7月26日發行由雷佳音、張子楓及張新成主演之電視劇《天才基本法》插曲《Take Me Back》。7月29日，第三張專輯首支單曲《也好》上線。8月29日，發行電視劇《簡言的夏冬》插曲《玻璃》。9月23日，第三張專輯單曲《竊》上線。11月18日，第三張專輯單曲《不宜》上線。12月10日，發行電視劇《星河長明》插曲《滾燙的月光》。

#### 2023年
- 2023年上半年，開始於泰國參與節目、電台等錄製，包含綜藝節目《3 Zaaap》、訪談節目《Johjai》等。
- 2023年4月27日，與張韶涵、王嘉爾、檀健次共同以四位亞洲青年代表身分參與演唱之杭州亞運會官方主題推廣曲《有你有我》上線，同時間MV發布。[26]
- 2023年7月15日，於泰國曼谷舉行粉絲見面會活動

## 音樂作品
*註：A'N'D及火箭少女101團體音樂作品分別詳見「A'N'D」及「火箭少女101」條目

### 錄音室專輯
| 發行順序 | 專輯名稱   | 發行日期       | 發行公司        | 曲目 |
| 1st      | 天氣：晴   | 2020年9月28日  | 環球音樂 (中國) | 曲目 1. 夏日Party 2. 陽光的陪伴 3. 像孩子一樣長大 4. 雨 5. 不落的音符 6. 多云轉晴 7. 慢 8. 心跳 9. Feels Like Magic 10. 下一天                                 |
| 2nd      | 秘ME       | 2021年9月24日  | 環球音樂 (中國) | 曲目 1. 癮 2. 你不適合兩個人 3. Oops! (I’m comin' thru) 4. Gimme Gimme 5. 因為懂得 6. 我沒有想你 7. 在未來等一個你 8. 想念你的美 9. On and On 10. 癮(Acoustic) |
| 3rd      | 計劃外驚喜 | 2022年12月23日 | 環球音樂 (中國) | 曲目 1. Bad For Me 2. 也好 3. 計劃外驚喜 4. 不宜 5. 梅雨季 6. 浪 7. 竊 8. Summer Night 9. 與你漫步的星球 10. 我偏不                                            |

### EP
| 發行順序 | EP名稱 | 發行日期       | 發行公司                   | 曲目                                                                         |
| 1st      | 擎歌   | 2019年12月23日 | 哇唧唧哇娛樂(天津)有限公司 | 曲目 1. 擎歌 2. Look at yourself 3. 擎歌（伴奏） 4. Look at yourself（伴奏） |

### 單曲

#### 個人單曲
| 發行日期       | 歌曲名稱                | 作詞                      | 作曲                                                           | 編曲                              | 備註 |
| 2018年12月20日 | Sunny                   | 徐良                      | Simon Janlöv、Ylva Dimberg                                     | Simon Janlöv、Sunnee楊芸晴        | 火箭少女101首張專輯《撞》單人助燃通道TOP1福利單曲。 Sunnee參與編詞曲、和聲演唱。 2018年12月24日，官方版MV上線。                                          |
| 2019年6月22日  | 忘記擁抱                | 葛大為、張簡君偉          | 張簡君偉                                                       | 康友韋、希謙                      | 原唱者：潘瑋柏 參與網易雲音樂「青春重置計劃」活動，原曲翻唱。                                                                                            |
| 2019年7月12日  | 那個我                  | Sunnee                    | 張洢豪                                                         | Eric Juu、張洢豪                  | 火箭少女101第二張團體專輯《立風》中之成員個人單曲，為該團體專輯個人單曲購買數量第1名。                                                                   |
| 2019年12月23日 | 擎歌                    | 代岳東                    | 張簡君偉                                                       | Oliver                            | 火箭少女101第二張團體專輯《立風》中單人歌曲助燃通道Top1福利EP。 2019年12月28日《擎歌》MV正式上線；12月29日《Look at Yourself》舞蹈練習dance video上線。  |
| 2019年12月23日 | Look at yourself        | Sunnee                    | HAOO                                                           | Anthony Starble                   | 火箭少女101第二張團體專輯《立風》中單人歌曲助燃通道Top1福利EP。 2019年12月28日《擎歌》MV正式上線；12月29日《Look at Yourself》舞蹈練習dance video上線。  |
| 2020年6月26日  | 陽光的陪伴              | Sunnee楊芸晴              | 220/McKay                                                      | 220/McKay                         | 簽約環球音樂後發行之首支單曲。由Twice、GOT7、NCT 等K-Pop藝人及團體的幕後製作人220(Joseph Park)打造。 後收錄於專輯《天氣：晴》。                          |
| 2020年8月7日   | 夏日Party               | 顧釗羽、Sunnee楊芸晴      | Josh Fountain @ Golden Age Studio                              | Josh Fountain @ Golden Age Studio | 簽約環球音樂後發行之第二支單曲。 2020年8月24日，舞蹈練習室版上線；9月11日，正式MV發布，由曾入圍金曲獎最佳MV的導演李伯恩掌鏡。 後收錄於專輯《天氣：晴》。 |
| 2021年3月15日  | 不落的音符(BEAUZ Remix) | 夏鳶/Sunnee楊芸晴         | Tat Tong/ Jovany Barreto/ Luis Salazar/ Andy Clay/ Paolo Tondo | BEAUZ                             | 為專輯《天氣：晴》中曲目《不落的音符》與電音組合BEAUZ合作之Remix版，於首場個人巡演開啓之際上線。                                                         |
| 2021年6月10日  | 陽光的陪伴(泰語版)      | AMP(中文詞：Sunnee楊芸晴) | 220/McKay                                                      | 220/McKay                         | 簽約環球音樂滿一周年上線。 |
| 2021年7月16日  | 癮                      | Sunnee楊芸晴丶南宮秀玲    | Sihan                                                          | Sihan                             | 專輯《秘ME》首波主打單曲。獲得台灣Itunes總榜及國語榜第1名。                                                                                              |
| 2021年8月27日  | 你不適合兩個人          | 張簡君偉                  | 張簡君偉                                                       | 游政豪                            | 專輯《秘ME》抒情主打單曲。 |
| 2021年11月20日 | 我的樣子                | 樊帆                      | 馬敬                                                           | 韓宗晏                            | 網易雲音樂女性合輯特別企劃第二季合作單曲，收錄於合輯「親愛的我」中。                                                                                     |
| 2022年7月29日  | 也好                    | ADÀI宋黛霆                | ADÀI宋黛霆                                                     | 王曦                              | 第三張專輯《計劃外驚喜》首支單曲。 |
| 2022年9月23日  | 竊                      | 鄭逸帆                    | 鄭逸帆                                                         | 胡晨HUX                           | 第三張專輯《計劃外驚喜》單曲。 |
| 2022年11月18日 | 不宜                    | 洪健瑞                    | 楊嘉成/王聖豪/業楓                                             | 楊嘉成/嚴世茗                     | 第三張專輯《計劃外驚喜》單曲。 |

#### 合作單曲
| 發行日期      | 歌曲名稱                                    | 合作演唱者             | 作詞                                                                                           | 作曲                                                                             | 編曲                    | 備註 |
| 2020年9月4日  | 像孩子一樣長大                              | 黃子韜                 | 代岳東、黃子韜                                                                                 | Q.luv、黃子韜                                                                    | Tune Lee/孫宇辰         | 專輯《天氣：晴》合唱主打曲。 |
| 2021年4月1日  | ต๊ะต่อนยอน ... Hurry Up!/TaTonYon...Hurry Up! | VYRA                   | AMP Achariya Dulyapaiboon / MPEE / J JAZZSPER                                                  | AMP Achariya Dulyapaiboon / MPEE / J JAZZSPER                                    |                         | 歌曲名「TaTonYon」，出自於泰北地區的俗語，意指「慢慢來」。 |
| 2021年4月16日 | 說得到做得到                                | 胡海泉 、乃萬          | 胡海泉、乃萬                                                                                   | 胡海泉、徐林                                                                     | 郭力瑋，徐林            | 「臉藝人三人組」出道金曲。 |
| 2021年9月15日 | Oops! (I’m comin' thru)                     | 劉逸雲                 | 黄子源/劉逸雲/Jeffrey Yip(葉澍暉)/Braddon Williams/Arielle Ackford/Rajiv Bukhory/Rachel Clarke | Jeffrey Yip(叶澍晖)/Braddon Williams/Arielle Ackford/Rajiv Bukhory/Rachel Clarke | Jeffrey Yip(葉澍暉)     | 專輯《秘ME》合唱主打曲。於2021年11月30日獲得亞洲流行音樂大獎2021提名「最佳合作單曲獎」。 |
| 2023年4月27日 | 有你有我                                    | 張韶涵、王嘉爾、檀健次 | 臨渡/張暢/李享/劉恩汛                                                                          | Jurassic.Pew(泰國)/Tarit Chiarakul(泰國)                                         | Jaydos/楊格/Terence Teo | 杭州亞運會官方主題推廣曲，以亞洲青年代表身分參與演唱。 歌曲原名《Let's Celebrate》เพื่อนกัน，由亞運歌曲全球徵集而來，原歌曲為泰國團隊創作。《有你有我》由来自中國、新加坡的知名音樂人组成製作團隊進行深度打磨創作。 |

#### 影視單曲
| 發行日期       | 歌曲名稱             | 作詞         | 作曲           | 搭配作品               | 類型   | 備註                                                                   |
| 2018年9月20日  | 不哭                 | 李程遠、林喬 | 姜海威         | 《悲傷逆流成河》       | 電影   | 推廣曲 於2019年7月4日，榮獲浙江衛視OPPO Reno華語原創24首推薦金曲       |
| 2018年10月26日 | 毒液前來             | 裴育         | 聞震           | 《毒液：致命守護者》   | 電影   | 中國區主題推廣曲 與火箭少女101成員孟美岐、楊超越、段奧娟、Yamy共同演唱 |
| 2020年9月27日  | Things I Do For Love | Ly:na        | Urban Cla6ix   | 《半是蜜糖半是傷》     | 電視劇 | 片尾主題曲                                                             |
| 2020年10月17日 | Belong to you        | 陳雪燃       | 陳雪燃         | 《我憑本事單身》       | 電視劇 | 片尾主題曲                                                             |
| 2021年1月21日  | 乘風破浪             | 高瑩         | 高瑩           | 《指揮家》             | 電影   | 推廣曲                                                                 |
| 2021年12月30日 | 好想去你的世界愛你   | 林喬、劉恩汛 | Nancy Li 李赫  | 《好想去你的世界愛你》 | 電影   | 同名片尾主題曲                                                         |
| 2022年6月4日   | 今夕是何年           | 代岳東       | 代岳東、岑思源 | 《夢華錄》             | 電視劇 | 插曲                                                                   |
| 2022年7月26日  | Take Me Back         | 全桂里       | 全桂里         | 《天才基本法》         | 電視劇 | 插曲                                                                   |
| 2022年8月29日  | 玻璃                 | 張鵬鵬、淺紫 | 周富堅         | 《簡言的夏冬》         | 電視劇 | 插曲                                                                   |
| 2022年12月10日 | 滾燙的月光           | 王搏         | 姜海威         | 《星河長明》           | 電視劇 | 插曲                                                                   |
| 2023年7月13日  | 念你                 | 趙素冰       | 韓宗晏、蘆全璃 | 《安樂傳》             | 電視劇 | 片頭曲                                                                 |

#### 翻唱歌曲(Live)
| 發行日期       | 歌曲名稱           | 作詞                   | 作曲           | 合作演唱者                                           | 備註 |
| 2018年8月17日  | 推開世界的門       | 黃少峰                 | 黃少峰         | 蔡維澤                                               | 原唱者：楊乃文 於節目《明日之子 (第二季)》第八期與蔡維澤合作演唱。                                                                                             |
| 2019年2月1日   | #0000FF            | Jasmine                | Jasmine        | Jasmine Sokko、張紫寧                                | 於節目《即刻電音》第十期與Jasmine及張紫寧合作演唱。 |
| 2019年12月15日 | 想幸福的人         | 姚若龍                 | 張向榮、魏文浩 | 無                                                   | 原唱者：楊丞琳 於節目《蒙面唱將猜猜猜 (第四季)》第十期演唱。                                                                                                   |
| 2019年12月15日 | 同類               | 易家揚                 | 李偲菘         | 郭靜                                                 | 原唱者：孫燕姿 於節目《蒙面唱將猜猜猜 (第四季)》第十期，與郭靜合作演唱。                                                                                       |
| 2020年10月17日 | 没那麼簡單         | 姚若龍                 | 蕭煌奇         | 無                                                   | 原唱者：黄小琥 於節目《TOP榮耀時刻》第六期演唱。 |
| 2020年12月31日 | 無人之島           | 申名利                 | 小5            | 無                                                   | 原唱者：任然 東方衛視2020年跨年演唱。 |
| 2021年2月11日  | 透過開滿鮮花的月亮 | 張海寧丶張全復         | 張全復         | 林依輪                                               | 原唱者：林依輪 於《2021快手除夕橙白娛樂盛典》與林依輪合作演唱。                                                                                                |
| 2021年3月5日   | 誰不是             | 刑榕                   | 刑榕           | 無                                                   | 原唱者：金池 於節目《天賜的聲音 (第二季)》第八期第二階段「榮耀金曲」爭奪戰part1演唱。                                                                          |
| 2021年4月2日   | 聽到我             | 鐘文                   | 胡彥斌         | 唐漢霄、白舉綱、黃霄雲、鄭棋元、徐均朔、乃萬、都智文 | 原唱者：胡彥斌、張韶涵、胡海泉、馬雪陽、張遠、劉惜君、丁噹、白舉綱、王博文、董又霖、胡66 於節目《天賜的聲音 (第二季)》第十二期天賜盛典開場與多位藝人合作演唱。 |
| 2021年4月2日   | 千萬次的問         | 馮小剛、李曉明、鄭曉龍 | 劉歡           | 胡海泉 、乃萬                                        | 原唱者：劉歡 於節目《天賜的聲音 (第二季)》第十二期天賜盛典與胡海泉 、乃萬合作演唱。                                                                            |
| 2021年9月19日  | 憑著愛             | 潘源良                 | 盧冠廷         | 林子祥                                               | 原唱者：蘇芮 於節目《我們的歌 (第三季)》第一期與林子祥合作演唱之配對曲目，於節目播出後該演出即獲得音樂平台粵語新歌榜top位。                                    |

## 演唱會
*註：A'N'D及火箭少女101團體演唱會分別詳見「A'N'D」及「火箭少女101」條目

### 巡迴演唱會
| 名稱                                          | 場次 | 日期           | 城市 | 场地                   | 備註                                                                           |
| 太陽星聚會2021巡迴演唱會（2021年）            | 1    | 2021年4月3日   | 北京 | 糖果TANGO Live House   | 專屬城市曲目《愛了很久的朋友》（原唱：田馥甄）                                 |
| 太陽星聚會2021巡迴演唱會（2021年）            | 2    | 2021年4月23日  | 杭州 | 大麥66Live House       | 專屬城市曲目《特別的人》（原唱：方大同）                                       |
| 太陽星聚會2021巡迴演唱會（2021年）            | 3    | 2021年4月24日  | 杭州 | 大麥66Live House       | 專屬城市曲目《特別的人》（原唱：方大同）                                       |
| 太陽星聚會2021巡迴演唱會（2021年）            | 4    | 2021年5月1日   | 廣州 | MAO Live House         | 專屬城市曲目《泡沫》（原唱：鄧紫棋）                                           |
| 太陽星聚會2021巡迴演唱會（2021年）            | 5    | 2021年5月2日   | 廣州 | MAO Live House         | 專屬城市曲目《泡沫》（原唱：鄧紫棋）                                           |
| 太陽星聚會2021巡迴演唱會（2021年）            | 6    | 2021年5月8日   | 上海 | MAO Live House         | 專屬城市曲目《傻子》（原唱：林宥嘉）                                           |
| 太陽星聚會2021巡迴演唱會（2021年）            | 7    | 2021年5月9日   | 上海 | MAO Live House         | 專屬城市曲目《傻子》（原唱：林宥嘉）                                           |
| 太陽星聚會2021巡迴演唱會（2021年）            | 8    | 2021年5月29日  | 成都 | ALIVE壹現場 Live House | 專屬城市曲目《阿拉斯加海灣》（原唱：菲道爾) 並舉辦了首張專輯《天氣：晴》簽名會 |
| 太陽星聚會2021巡迴演唱會（2021年）            | 9    | 2021年6月20日  | 北京 | 糖果TANGO LiveHouse    | 安可場 專屬城市曲目《不哭》 首次演唱《陽光的陪伴》泰語版                       |
| 惢2022巡迴演唱會（2022年）                    | 1    | 2022年7月8日   | 長沙 | 46LIVEHOUSE            | 專屬城市曲目《還是要幸福》（原唱：田馥甄） 並舉辦專輯《秘ME》簽售會            |
| 惢2022巡迴演唱會（2022年）                    | 2    | 2022年7月10日  | 武漢 | 不晚IN TIME LIVE       | 專屬城市曲目《心醉心碎》（原唱：韋禮安）                                       |
| 惢2022巡迴演唱會（2022年）                    | 3    | 2022年7月20日  | 廣州 | 太空間LIVEHOUSE        | 專屬城市曲目《我懷念的》（原唱：孫燕姿）                                       |
| 惢2022巡迴演唱會（2022年）                    | 4    | 2022年8月6日   | 南京 | 稻香大麥LIVEHOUSE      | 專屬城市曲目《路過人間》（原唱：郁可唯） 並舉辦專輯《秘ME》簽售會              |
| Ten-Year Dream十周年巡回演唱会（2024-2025年） | 1    | 2024年11月12日 | 杭州 | 杭州金沙湖大剧院       |                                                                                |
| Ten-Year Dream十周年巡回演唱会（2024-2025年） | 2    | 2024年12月22日 | 北京 | 1919LIVE HOUSE         |                                                                                |
| Ten-Year Dream十周年巡回演唱会（2024-2025年） | 3    | 2025年1月19日  | 廣州 | 广东艺术剧院           |                                                                                |

### 其他演出
| 日期           | 名稱                               | 地點           | 性質       | 備註 |
| 2020年9月28日  | 《天氣：晴》生日會暨新專輯發布會   | 廣州廣州塔     | 音樂會     | 表演《陽光的陪伴》、《夏日Party》、《慢》、《多雲轉晴》                                                                            |
| 2020年11月22日 | 國潮音樂節                         | 蘇州           | 音樂節     | 表演《雨》、《慢》、《心跳》、《不落的音符》                                                                                       |
| 2020年12月28日 | TME live專輯《天氣：晴》線上首唱會 | 線上直播       | 線上演唱會 | 演唱專輯《天氣：晴》曲目 |
| 2020年12月31日 | 2020東方衛視跨年                   | 於東方衛視播出 | 跨年晚會   | 演唱《無人之島》、與SIS及馮提莫合唱《我和你》                                                                                      |
| 2021年1月23日  | TMEA騰訊音樂娛樂盛典               | 澳門           | 典禮演出   | 表演《Feels like magic》 |
| 2021年2月11日  | 2021快手除夕橙白娛樂盛典           | 快手平台播出   | 除夕晚會   | 演唱《不落的音符》、與林依輪合唱《透過開滿鮮花的月亮》                                                                             |
| 2021年2月12日  | 2021湖南衛視全球華僑華人春晚       | 湖南衛視播出   | 春節晚會   | 演繹「花木蘭」豫劇 |
| 2021年9月28日  | 太陽星生日聚會超現場               | 北京           | 音樂會     | 演唱《不哭》國風版、《癮》、《你不適合兩個人》、《Gimme Gimme》、《在未來等一個你》、《我沒有想你》、《On and On》、《不落的音符》 |
| 2021年11月5日  | 梅賽德斯-奔馳頭號領地TME live之夜  | 上海           | 音樂會     | 演唱《Gimme Gimme》、《慢》、《On and On》                                                                                         |
| 2021年12月25日 | 咪咕匯第十五屆音樂盛典             | 線上直播       | 典禮演出   | 演唱《癮》、《我沒有想你》 |
| 2022年8月5日   | 大D音樂節                          | 常州           | 音樂節     | 表演《Gimme Gimme》、《On and On》、《不落的音符》                                                                                 |
| 2023年7月15日  | Sunnee First Fan Concert           | 泰國曼谷       | 粉絲見面會 | 表演《陽光的陪伴》等曲目，並邀請塔納波·里拉塔納卡鄒（Tor Thanapob）為嘉賓                                                          |

## 影視作品

### 電視劇
| 播出時間       | 播出平台   | 劇名              | 角色         | 備註     |
| 2014年3月22日  | 八大綜合台 | 麻辣教師GTO台灣篇 | 三年一班學生 | 客串     |
| 2014年6月23日  | 八大綜合台 | 終極X宿舍         | 練舞少女     | 客串     |
| 2014年11月22日 | 八大綜合台 | 終極惡女          | 叮噹         | 主要演員 |

### 網路劇
| 播出時間       | 播出平台 | 劇名           | 角色               | 備註                 |
| 2015年8月10日  | 愛奇藝   | 校花的貼身高手 | 馮笑笑             | 主要演員             |
| 2018年1月22日  | 愛奇藝   | 終極一班5      | 藍斯春             | 主要演員             |
| 2018年11月26日 | Yoo視頻  | 小哥哥有妖氣   | Sunnee(小黃鴨玩偶) | 特別主演(第25、26集) |

### 節目主持
| 播出時間               | 播出平台   | 節目名稱   | 備註                                                                                                 |
| 2016年9月20日-10月12日 | 八大綜合台 | 娛樂百分百 | 與A'N'D宇宙共同前往日本沖繩擔任外景主持人 共4集，分別於2016年9月20日、9月28日、10月5日、10月12日播出 |
| 2019年2月1日           | 騰訊視頻   | 即刻電音   | 擔任第10期決賽特邀主持嘉賓                                                                           |

## 綜藝

### 常駐綜藝
| 播出時間                                                      | 播出平台                   | 節目名稱                     | 備註 |
| 2015年7月16日- 8月14日                                        | 土豆網                     | 寂寞實驗SHOW                 | A'N'D專屬團綜。 2015年7月16日起每週一至週五播出一集；8月14日播畢。 |
| 2016年11月3日- 2017年1月19日                                  | 愛奇藝                     | 明星的誕生                   | 於節目中演出曲目：節目主題曲《push me》、《Hey Boy》、《Sugar》、《芝加哥》、《快讓我在雪地上撒點野》。 2016年11月3日起每週四播出一集，於隔年1月19日播畢。 |
| 2018年4月21日- 6月23日                                        | 騰訊視頻                   | 創造101                      | 於節目中演出曲目：等級評定《普通Disco》、節目主題曲《創造101》、一公《Sugar》、二公《木蘭說》、三公《摩天輪的眼淚》、決賽《逆風》、決賽Vocal組個人演唱《特別的人》。 最終於決賽以第8名的成績正式成團，成為限定團體火箭少女101的一員。 2018年4月21日起每週六播出一集；6月23日決賽直播。 |
| 2018年7月12日- 2019年10月17日                                 | 騰訊視頻                   | 火箭少女101研究所            | 火箭少女101專屬小團綜。 2018年7月12日起每週四播出一集。 |
| 2018年11月1日- 11月22日                                       | 騰訊視頻                   | 超新星全運會                 | 作為海外代表隊獲得拔河金牌及團體亞軍。 2018年11月1日起每週四播出一集，11月10日及11日決賽直播。 |
| 2019年1月13日- 3月6日                                         | 騰訊視頻                   | 橫衝直撞20歲                 | 火箭少女101專屬大團綜，前往撒哈拉沙漠及波蘭扎科帕內錄製。 2019年1月13日起每週日播出一集。 |
| 2019年7月2日- 9月21日                                         | 騰訊體育 騰訊視頻 騰訊新聞 | 超級企鵝聯盟Super3星鬥場     | 擔任紅隊籃球經理人。 2019年7月2日起每周二播出一集。 |
| 2019年10月12日- 11月3日                                       | 騰訊視頻                   | 超新星全運會第二屆           | 個人以45.45秒成績打破賽會紀錄，獲得女子50公尺游泳冠軍。 2019年10月12日起每周六播出一集，11月1-3日決賽直播。 |
| 2020年3月15日- 4月12日(春日篇) 2020年5月17日- 6月21日(夏日篇) | 騰訊視頻                   | 橫衝直撞20歲2: 很高興認識你  | 火箭少女101大團綜第二季，前往各成員家鄉錄製。 2020年3月15日起每周日播出。 |
| 2020年5月30日- 7月23日                                        | 騰訊視頻                   | 炙熱的我们                   | 自第3期起火箭少女101做為補位團體加入。於節目中與團體表演曲目：第3期《皇后與夢想》、第4期《怪美的》、第5期《眉飛色舞》、第6期《我喜歡》、第7期《我要飛》（與上海彩虹室內合唱團合作）及《硬糖》、決賽《達拉崩吧》及《5452830》。 2020年6月12日每周五晚20:00播出一集；7月23日決賽直播。   |
| 2020年7月16日- 8月16日                                        | 騰訊視頻                   | 超新星運動會第三屆           | 個人以44.15秒打破2019年自己的賽會紀錄，衛冕女子50公尺游泳冠軍。 於團隊三項賽代表團隊獲得男女混合游泳4x50米接力冠軍。 2020年7月16日起每周四播出一集，8月14-16日決賽直播。 |
| 2020年11月6日- 12月24日                                       | 優酷                       | 火星情報局第五季 (EP05-12)   | 原為第5期飛行嘉賓，後因於該期獲得全場最高票數，晉升成為新進高級特工，成為常駐嘉賓。後經歷末位淘汰賽，取得平移第六季之資格。 於第12期演唱《雨》。 |
| 2021年5月5日- 7月7日                                          | 優酷 江蘇衛視              | 怦然心動20歲 (第一季)        | 擔任觀察員。 2021年5月5日起每周三播出一集。 |
| 2021年8月13日- 9月17日                                        | 江蘇衛視                   | 超腦少年團 (EP05-10)         | 擔任超腦護航員。 2021年7月16日起每周五播出一集。 |
| 2022年2月5日- 4月9日                                          | 優酷 北京衛視              | 飄雪的日子來看你 (EP03-EP10) | 自第3期加入飄雪一家人，體驗各種冰上及雪上運動。 2022年1月22日起每周六播出（3月26日及4月2日因故暫停播出）。 |
| 2022年6月15日- 8月17日                                        | 優酷 江蘇衛視              | 怦然心動20歲 (第二季)        | 擔任觀察員。 2022年6月15日起每周三播出一集。 |
| 2023年7月14日- 9月1日                                         | 愛奇藝                     | 出發趣野吧（EP03下加入）     | 第三期加入趣友團 2023年6月28日起每周三周四周五播出上中下一集。 |

## 獎項紀錄

### 音樂類獎項
【音樂類頒獎典禮】
| 年份   | 頒獎典禮                          | 獎項                      | 入圍者/作品                 | 結果 |
| 2019年 | 流行金曲排行榜                    | 2019年度最受歡迎新勢力    |                             | 獲獎 |
| 2019年 | OPPO Reno華語原創十大金曲         | OPPO Reno華語原創十大金曲 | 《不哭》                    | 提名 |
| 2019年 | 2019全球華人歌曲排行榜            | 全媒體推薦年度新人        |                             | 提名 |
| 2019年 | 亞洲新歌榜                        | 年榜金曲                  | 《Sunny》                   | 獲獎 |
| 2020年 | 流行金曲排行榜-2019新聲力量集結號 | 最流行·新聲力量人氣女歌手 |                             | 獲獎 |
| 2021年 | 宇宙音樂之夜                      | 宇宙十佳舞台              | 《雨》                      | 獲獎 |
| 2021年 | APMA亞洲流行音樂大獎2021          | 最佳合作單曲              | 《Oops（I'm comin' thru）》 | 提名 |
| 2021年 | 第二十一屆南方音樂盛典            | 最佳女新人                | Sunnee楊芸晴《天氣：晴》    | 提名 |
| 2021年 | 第十五屆音樂盛典咪咕匯            | 年度十大金曲              | 《癮》                      | 獲獎 |
| 2021年 | 第十五屆音樂盛典咪咕匯            | 年度最佳突破歌手          |                             | 獲獎 |
| 2021年 | 第十三屆華語金曲獎                | 年度最佳國語女新人        | Sunnee楊芸晴《天氣：晴》    | 獲獎 |
| 2022年 | 第五屆唱工委音樂盛典CMA2021       | 年度新人                  | Sunnee楊芸晴《天氣：晴》    | 提名 |

【影視 / 時尚類頒獎典禮】
| 年份   | 頒獎典禮                              | 獎項                     | 入圍者/作品              | 結果 |
| 2020年 | 鳳凰網時尚之選                        | 2020年度時尚「才能」歌手 |                          | 獲獎 |
| 2021年 | 2020年新浪影視綜盛典                  | 年度影視音樂             | 《Things I do for love》 | 獲獎 |
| 2021年 | 費加羅風尚盛典                        | 年度風尚品質音樂人       |                          | 獲獎 |
| 2021年 | TALENT格雷萬印象之夜                  | 年度全能歌手             |                          | 獲獎 |
| 2021年 | Instyle女性創造力大獎                 | 年度表現力歌手           |                          | 獲獎 |
| 2021年 | 瑞麗伊人風尚周年慶典                  | 年度流行音樂人           |                          | 獲獎 |
| 2022年 | PUGEExTALENT今日風采年度盛典          | 年度實力女歌手           |                          | 獲獎 |
| 2022年 | InStyle ICON Awards第四屆年度偶像盛典 | 年度最具個性女歌手       |                          | 獲獎 |

### 其他獎項
| 年份   | 頒獎典禮                               | 獎項                                 | 入圍者/作品 | 結果 |
| 2019年 | 明星勢力榜                             | 2018年度明星勢力榜十大新星           |             | 獲獎 |
| 2019年 | QQ音樂-2018巔峰榜人氣白皮書            | 2018人氣新人                         |             | 獲獎 |
| 2019年 | QQ音樂-2018巔峰榜人氣白皮書            | 2018巔峰人氣榜年榜                   | 《Sunny》   | TOP3 |
| 2019年 | QQ音樂-2018巔峰榜人氣白皮書            | 2018巔峰人氣榜年榜                   | 《不哭》    | TOP6 |
| 2019年 | QQ音樂-2018巔峰榜人氣白皮書            | 2018巔峰人氣榜蟬連兩次周榜第一       | 《Sunny》   | 獲獎 |
| 2019年 | QQ音樂-2018巔峰榜人氣白皮書            | 2018巔峰人氣榜蟬連兩次周榜第一       | 《不哭》    | 獲獎 |
| 2019年 | 微博星耀盛典                           | 微博星耀女神                         |             | 獲獎 |
| 2021年 | 時尚旅遊星公益盛典                     | 年度公益之星                         |             | 獲獎 |
| 2021年 | 屈臣氏HWB健康美麗大賞                  | 敏肌摯愛品牌＆年度甜耀活力大獎       |             | 獲獎 |
| 2021年 | 2021暹羅影視金譽大獎                   | 年度中泰交流之星                     |             | 獲獎 |
| 2022年 | 時尚先生25周年先生之夜                 | 年度榜YOUNG                          |             | 獲獎 |
| 2022年 | Joox Thailand Music Awards 2022 (JTMA) | Top Social Global Artist Of The Year |             | 提名 |

## 外部連結
- Sunnee的Facebook專頁
- Sunnee的Instagram帳戶
- Sunnee的新浪微博
- Sunnee的抖音账号
- Sunnee的小红书账号
- Sunnee的快手账号